# Kjell Lindblad
Kjell Gustav Mårten Lindblad, född 14 januari 1951 i Helsingfors, är en finländsk författare. 
Lindblad blev socionom 1978 och var verksam som journalist 1979–1986, bland annat vid Finlands Rundradio och Finska notisbyrån. I sitt författarskap har han ofta valt novellens förtätade form. Debutboken Före sömnen (1984) blev en framgång och fick Svenska litteratursällskapet i Finlands debutantpris. Den följdes av novellsamlingarna Regnmannens berättelser (1988) och Resa runt solen (1994). Här skildras en svårgripbar verklighet, gärna ur det utsatta barnets perspektiv, på ett suggestivt språk. Romanen Aftonbarn (1991) är en psykologisk thriller som utspelas i ett gränsland där en skenbar realism övergår i ett surrealistiskt kaos. Språkligt sett är han en av stilkonstnärerna i nyare finlandssvensk prosa. 
Lindblad har även skrivit barnboken Resan till mitten (2000), som handlar om en äventyrlig resa, och flera radiopjäser, bland annat Förlorarna (1989) och Nattgästen (2003), som förenar spänning med existentiella frågeställningar. Romanen Drömd (2006) är en bok om barn på många plan. I den återskapas barndomens värld, 1950-talets Tölö, skickligt med känsliga tids- och stämningsmarkörer. Inför sin 70:e födelsedag publicerade han novellsamlingen Bågskytten (2021).
Han redigerade och medverkade i den kärnkraftskritiska antologin Efter Tjernobyl (1986). Han tilldelades Längmanska kulturfondens Finlandspris till finlandssvenska författare 1994.